# Comunidad cerrada

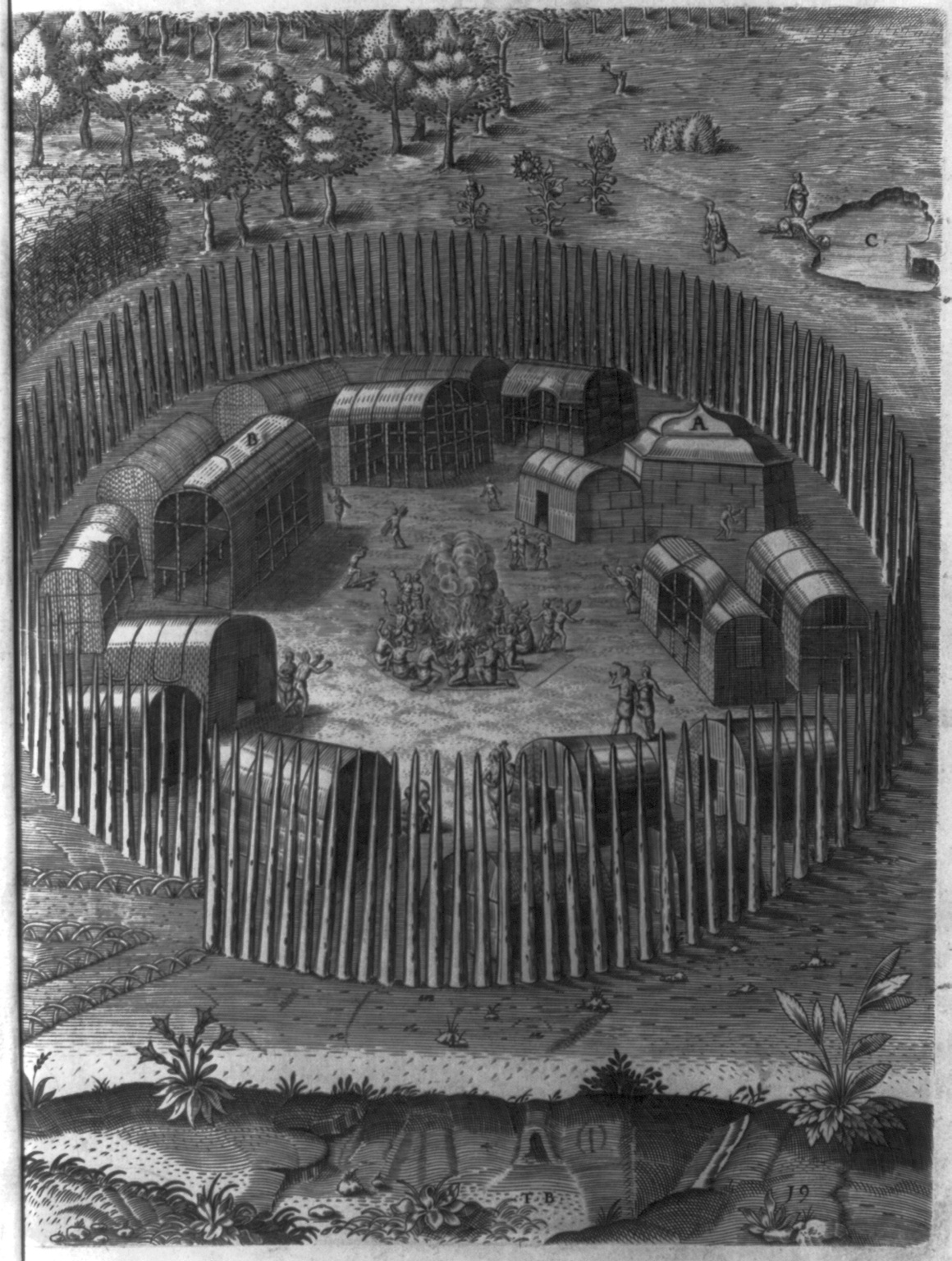
Grabado de 1590 de una aldea indígena fortificada, la forma de construcción de los edificios y la empalizada que los rodea

Se entiende por comunidad cerrada a una comunidad que limita intencionalmente los vínculos con personas ajenas y comunidades externas. Las comunidades cerradas pueden ser de naturaleza religiosa, étnica o política. La gobernanza de dichas comunidades varía. Por lo general, los miembros de las comunidades cerradas nacen en la comunidad o son aceptados en ella. Lo opuesto a una comunidad cerrada es una comunidad abierta, que mantiene relaciones sociales con comunidades externas.

## Ventajas y desventajas

### Ventajas
- Seguridad de residir en un área controlada o supervisada
- Facilidad para encontrar intereses comunes y desarrollar ideas con alguien de la misma comunidad
- Poder terminar el trabajo de manera más eficiente, natural y original al no tener interferencias externas[4]

### Desventajas
- Limitación y desconexión de la diversidad que genera mayor dificultad para aceptar o incorporar conceptos externos
- Necesidad de escape, al abrumarse por tener contacto con las mismas personas en un área cerrada
- Intimidación, competencia o miedo a ser dominado(a)
- Dificultades de reintegración a la sociedad debido al aislamiento[5]

### Cuestiones médicas
Las enfermedades infecciosas plantean desafíos particulares a las comunidades cerradas. La acción externa (del gobierno o de personal médico externo) puede ayudar a detener la propagación de la enfermedad.

## Ejemplos de comunidades cerradas

### Comunidades religiosas y culturales
- Los Amish son considerados una comunidad cerrada, distinguiéndose intencionalmente del mundo moderno.[10][11]
- Los drusos han sido una comunidad cerrada al no aceptar conversos ni matrimonios mixtos.[12]
- Algunas comunidades religiosas manejan la Clausura monástica, según la cual sus miembros no tienen permitido salir de sus monasterios o conventos ni tienen permitido que personas ajenas a la comunidad puedan entrar en sus espacios de residencia. Esto para mantener un clima de recogimiento, silencio y oración.

### Países cerrados
- Japón - Bajo la política Sakoku del período Edo (1603-1868), Japón se aisló de las influencias occidentales y controló los contactos con el exterior.[13]
- Corea del Norte -  A menudo se considera el estado más secreto del mundo.[14]
- Unión Soviética - El diplomático soviético Anatoly Dobrynin escribió en sus memorias: "En la sociedad cerrada de la Unión Soviética, el Kremlin tenía miedo de la emigración en general (independientemente de la nacionalidad o religión)" por temor a causar inestabilidad interna.[15]
- Rusia - Desde la era soviética han existido "ciudades cerradas", zonas secretas y especialmente controladas que contienen reactores nucleares y otras instalaciones sensibles.[16]
- Eritrea - Human Rights Watch ha descrito a Eritrea como uno de los países más cerrados del mundo.[17]